# Angélica Camacho
Angélica Camacho (Cali, 22 de enero de 1986) es una modelo y presentadora colombiana.

## Biografía
Estudió Comercio Exterior en la Universidad Javeriana de Cali, aunque siempre quiso trabajar en televisión. El modelaje en su ciudad natal le sirvió para darse a conocer y así fue haciendo sus primeras entrevistas para el Canal Uno. Fue la ganadora en el concurso a Mejor Cola del Valle del Cauca en 2003, y un amigo la contactó con directivos del Canal RCN para participar en el programa Muy buenos días. No pasó mucho tiempo, para que su belleza, su talento y su pasión por el fútbol la llevaron al programa deportivo Fuera de lugar, donde se conocía como ‘la Hinchada’. Fue presentadora del programa 'Los Ángeles del Fútbol que se emitió en Citytv y de Fútbol y Tacón en Claro Sports.

## Televisión
- Los Angeles del Fútbol
- Fuera de Lugar[4]
- Fútbol y Tacón
- Fútbol Más Sports[5]